# Monongahela River
Monongahela (ang. Monongahela River) – rzeka w amerykańskich stanach Wirginia Zachodnia i Pensylwania. Bierze początek w stanie Wirginia Zachodnia z połączenia rzek Tygart Valley i West Fork. W Pittsburghu łączy się z rzeką Allegheny dając początek rzece Ohio. Jej długość wynosi 206 km.

## Linki zewnętrzne

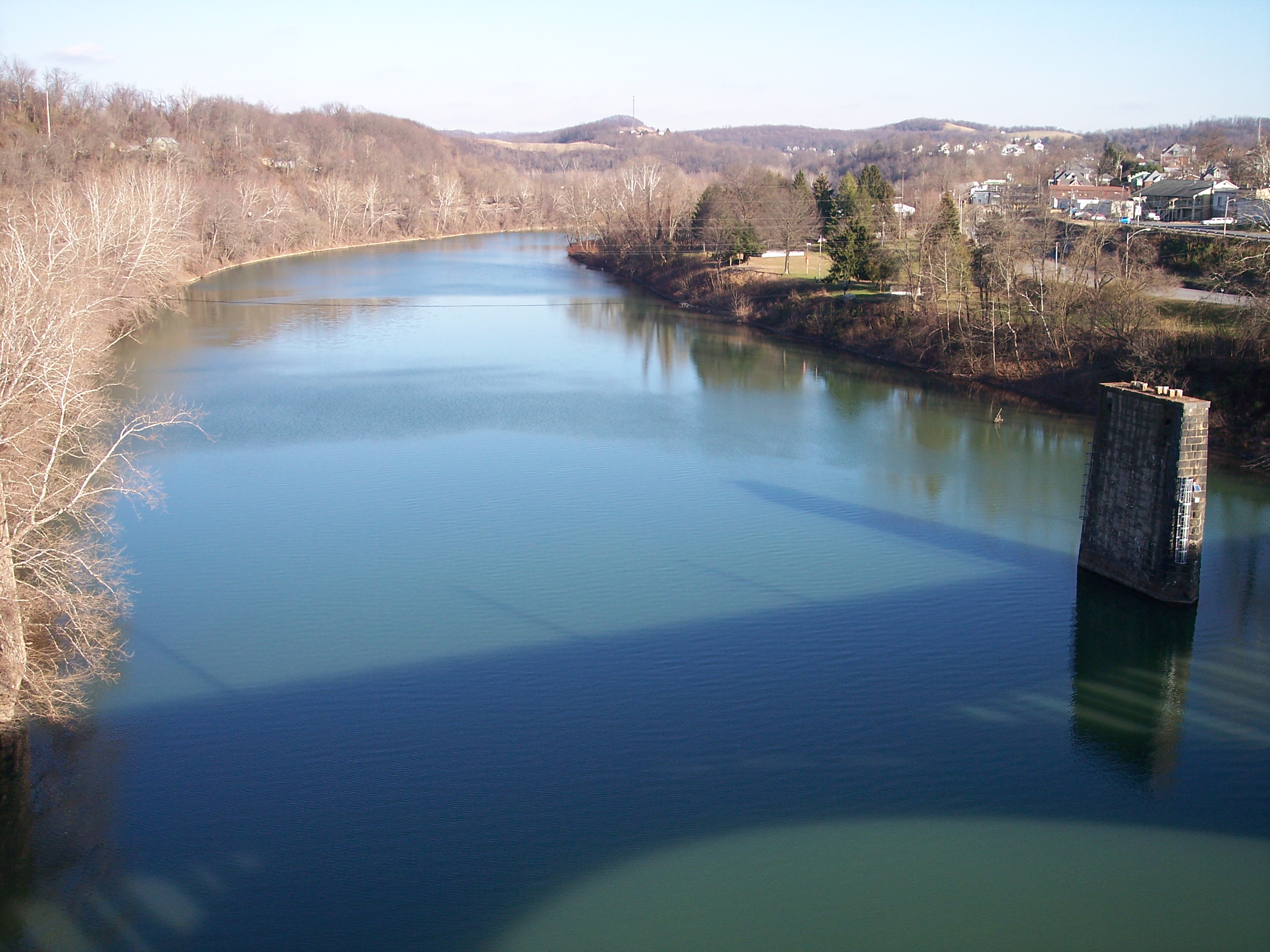
Monongahela w Wirginii Zachodniej, w pobliżu miasta Fairmont